# 2015 SP20
2015 SP20, também escrito como 2015 SP20, é um objeto transnetuniano que está localizado no Cinturão de Kuiper, uma região do Sistema Solar. Ele possui uma magnitude absoluta de 6,0 e tem um diâmetro estimado com 278 km.

## Descoberta
2015 SP20 foi descoberto no dia 17 de setembro de 2015 pelo Calar Alto TNO Survey.

## Órbita
A órbita de 2015 SP20 tem uma excentricidade de 0,228 e possui um semieixo maior de 41,130 UA. O seu periélio leva o mesmo a uma distância de 31,752 UA em relação ao Sol e seu afélio a 50,508 UA.